# 王一言 (嘉靖進士)
王一言（1503年—？），字行恕，晚年自号空斋老人。福建福州府福清縣人，民籍，明朝政治人物。

## 生平
嘉靖十三年（1534年）甲午科福建鄉試第四名舉人。嘉靖十四年（1535年）中式乙未科會試第一百九十一名，登第三甲第二百一十二名進士。授行人司行人，官至户部员外郎，榷税金南，以元旦失朝，左迁歸里。著有《抱德堂集》。

## 家族
曾祖王佐，曾任同知；祖父王世雍；父王諭，母石氏。慈侍下。